# Sofia Open 2023
Sofia Open 2023 — тенісний турнір, що проходив на кортах з твердим покриттям у місті Софія, Болгарія з 6 листопада. Належав до категорії ATP 250.

## Фінальна частина

### Одиночний розряд
Адріан Маннаріно —  Джек Драпер 7–6(8–6), 2–6, 6–3

### Парний розряд
Ґонсало Ескобар /  Олександр Недовєсов —  Джуліан Кеш /  Нікола Мектич 6–3, 3–6, [13–11]